# Тушпа

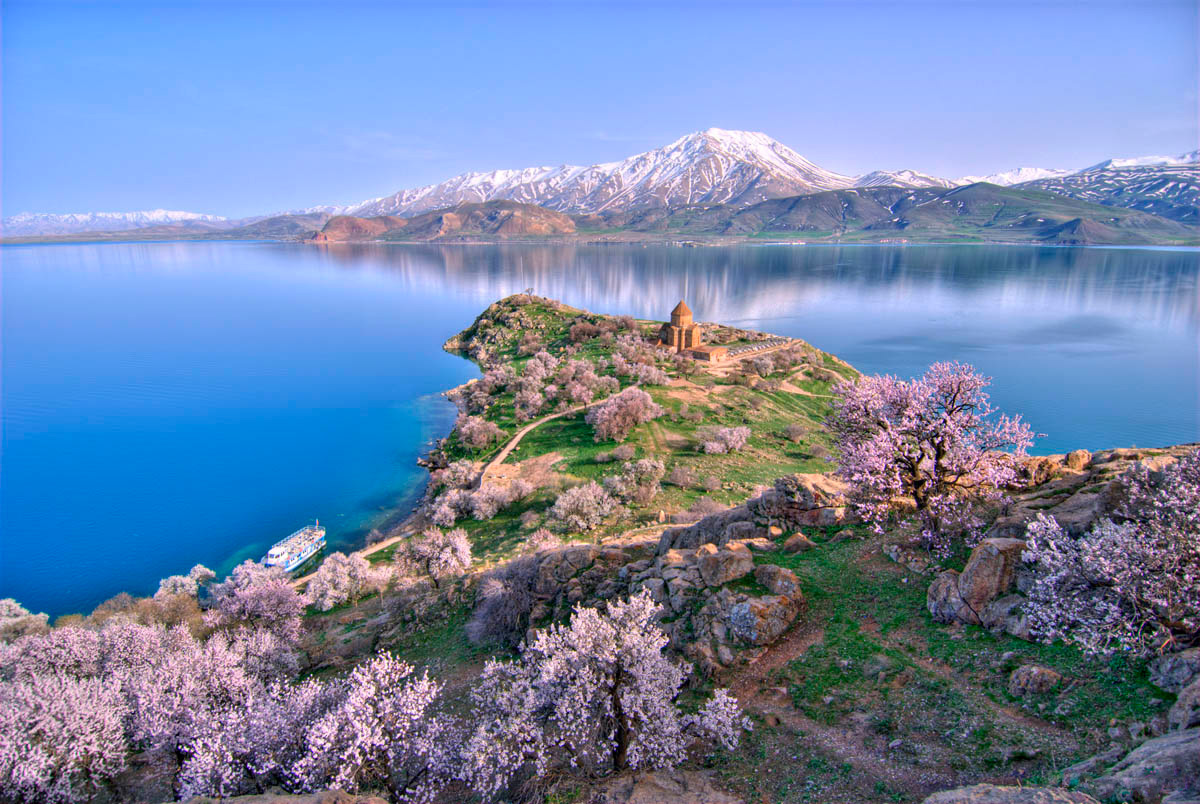
Озеро Ван на берегах якого розташована Тушпа

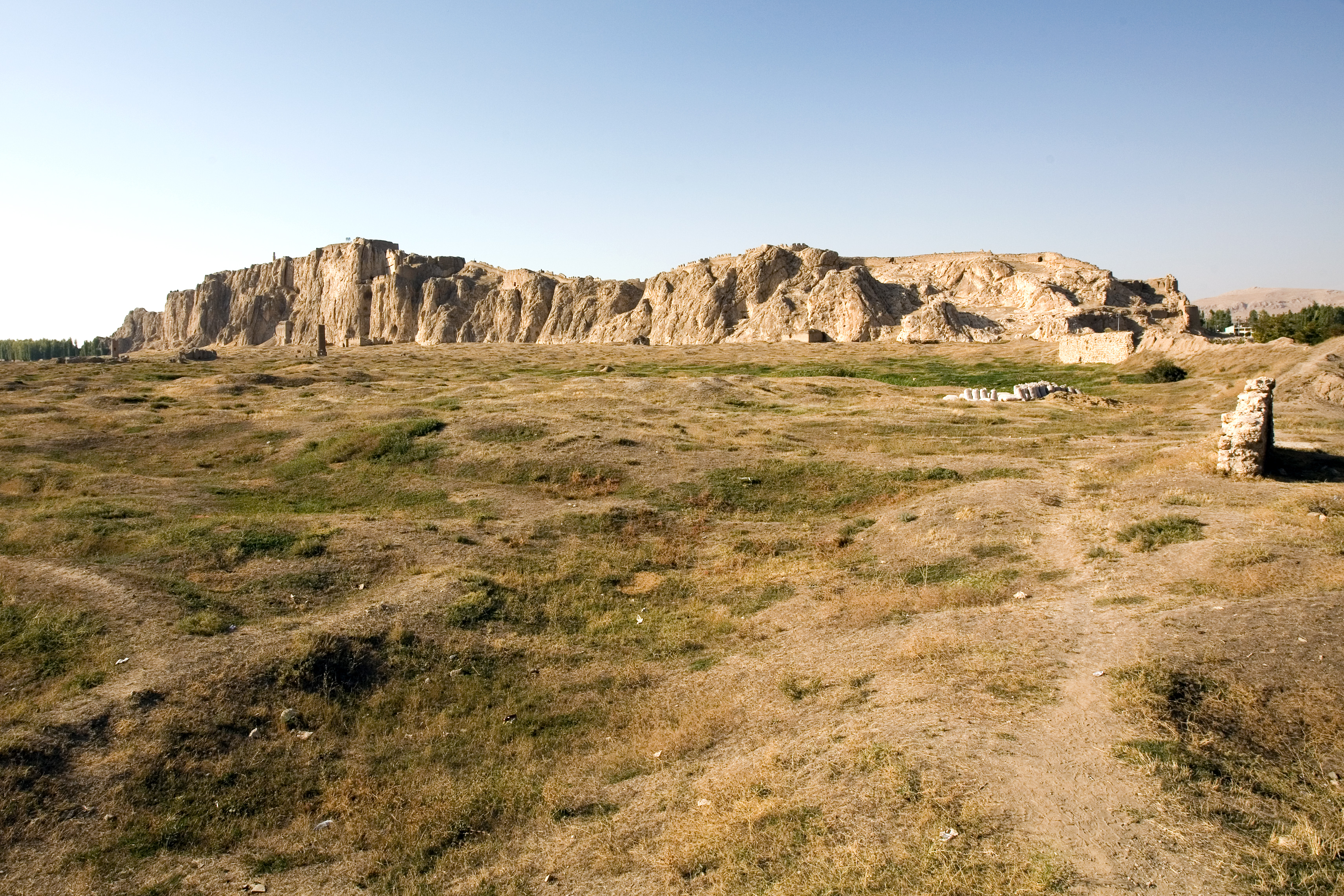
Територія, в давнину займана Тушпою, на тлі Ванської скелі

Тушпа на карті Урарту на тлі сучасних держав

38°30′10″ пн. ш. 43°20′22″ сх. д. / 38.50278° пн. ш. 43.33944° сх. д.
Тушпа (урарт.  URU  ṭu-uš-pa) — древнє місто, столиця держави Урарту періоду його розквіту. Тушпа розташовувалася на березі озера Ван, на західній околиці сучасного турецького міста Ван. Головним елементом архітектури Тушпи служила  'Ванська скеля'  — місце резиденції урартських царів. За часів правління царя Руси II (685  —? 639 роки до н. е.). Столиця Урарту була перенесена з Тушпи в нову розташовану неподалік фортецю Русахінілі, а Тушпа залишалася урартським містом до самого початку VI століття до н. е., коли була зруйнована мідійцями.

## Історія вивчення

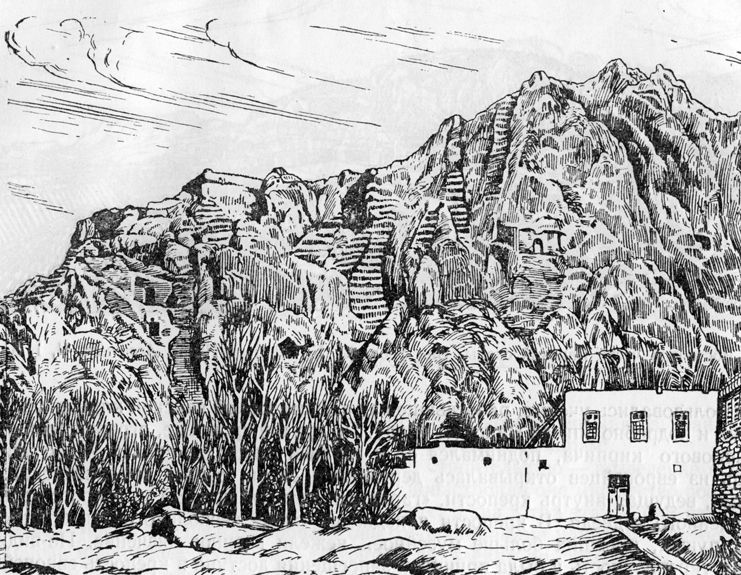
замальовка Ванської скелі першими археологами Урарту, кінець XIX століття

Перші дослідження Ванської скелі були зроблені молодим французьким вченим Едуардом Шульцом на початку XIX століття. Шульц був відряджений в Ван французькими колегами для дослідження повідомлення середньовичного вірменського історика Мовсеса Хоренаці про участь ассирійської цариці Семіраміди у спорудженні міста на березі озера Ван. Таким чином, Шульц вважав, що Тушпа і Ванська скеля, зокрема, належить до пам'ятників ассирійської культури. Шульц зробив замальовки скелі і клинописних написів, які він виявив, і, хоча сам учений був убитий курдами у 1829 році, матеріали його роботи до 1840 року потрапили до Франції і були опубліковані. Зокрема, Шульц зробив копію т. зв. Хорхорського літопису урартського царя Аргішті I — одного з головних документів з історії Урарту, що був висічений на західній частині Ванської скелі, яка згодом на початку XX століття (під час боїв Першої світової війни) була сильно пошкоджена гарматним снарядами.
Після того, як з'ясувалося, що написи, скопійовані Шульце, виконані не ассирійською мовою, виникло нове припущення, про те, що написи виконані вірменською мовою. Це припущення також не мало успіху, і до кінця XIX століття в історичній науці зміцнилося розуміння того, що Тушпа є містом невідомої раніше цивілізації — урартської. Наприкінці XIX століття в Тушпі проводила розкопки невелика експедиція Британського музею та експедиції із Німеччини. Цінні знахідки, зроблені під час роботи цих експедицій, прикрасили Британський і Берлінський музеї, за результатами робіт було опубліковано багатотомну працю Леммана-Гаупта.
У 1915–1916 роках, в період, коли східна частина Османської імперії була зайнята військами Російської імперії, розкопки в Тушпі здійснювала археологічна експедиція Російського археологічного товариства під керівництвом академіків І. А. Орбелі і Н. Я. Марра. Цій експедиції пощастило відкопати літопис Сардурі II — ще один важливий документ для вивчення історії Урарту, похований в нішах північно-східного схилу Ванської скелі.
| |  |                                        |  |                                                             |
| 'Розкопки на північно-східному схилі Ванської скелі' з використанням солдатів армії Російської імперії. |  | 'Літопис Сардурі II', виявлений в ніші |  | Роботи по повертанню літопису Сардурі II для фотографування |

З часу роботи експедиції Російського археологічного товариства ніяких масштабних розкопок у Тушпі більше не проводилось. Невеликі розвідувальні роботи були проведені англійською експедицією в 1948 році. Тим часом городище Тушпи сильно постраждало від регулярних нелегальних розкопок.
Протягом довгого часу вчені припускали, що столицю із Тушпи в Русахінілі переніс Руса I, що, як передбачалося, було зумовлено руйнуваннями, які учинили ассирійські армії ід час походу Тіглатпаласара III в 735 році до н. е.. проти Сардурі II. Однак, після того, як були проведені розкопки урартських фортець в Західному Азербайджані і були виявлені нові урартські клинописні документи, стало зрозуміло, що перенесення столиці в Русахінілі сталося значно пізніше, і його здійснив Руса II.

## Історія міста

### Період становлення
Перші свідчення того, що Тушпа стала одним з центрів Урарту, сягають часу правління царя Сардурі I, тобто часу утворення урартської царської династії. Камені з написами Сардурі I були знайдені біля західного підніжжя Ванської скелі. Урартська державність зазнавала становлення в умовах постійного конфлікту із сусідньою Асирією, і до часу правління царя Сардурі I та його сина царя Ішпуіні урартська армія була недостатньо сильна, щоб відбивати набіги ассирійців на центральну частину своєї країни: багато урартських фортець у долині озера Ван були зруйновані ассирійцями в попередні роки. Поступово, тим не менш, за допомогою все якісніших залізних інструментів урарти удосконалили технологію побудови своїх фортечних споруд і, побудувавши мережу фортець на Вірменському нагір'ї, запобігли легкому доступу ассирійців в центральну частину Урарту. Після цього урартські царі отримали можливість розвивати господарство і займатися впорядкуванням своєї країни.
Вибір місця для центру урартської держави був обумовлений такими причинами: по-перше, саме узбережжя озера Ван привабливе тим, що озеро пом'якшує зимовий різкоконтинентальний клімат Вірменського нагір'я, де температура в зимовий час може опускатися до -40 °C,
по-друге, скеля на березі озера слугувала природним укріпленням, по-третє з Ванської скелею, очевидно, був пов'язаний культ бога Шивіні, релігійним центром якого, за деякими припущеннями, і була Тушпа.

### Період розквіту

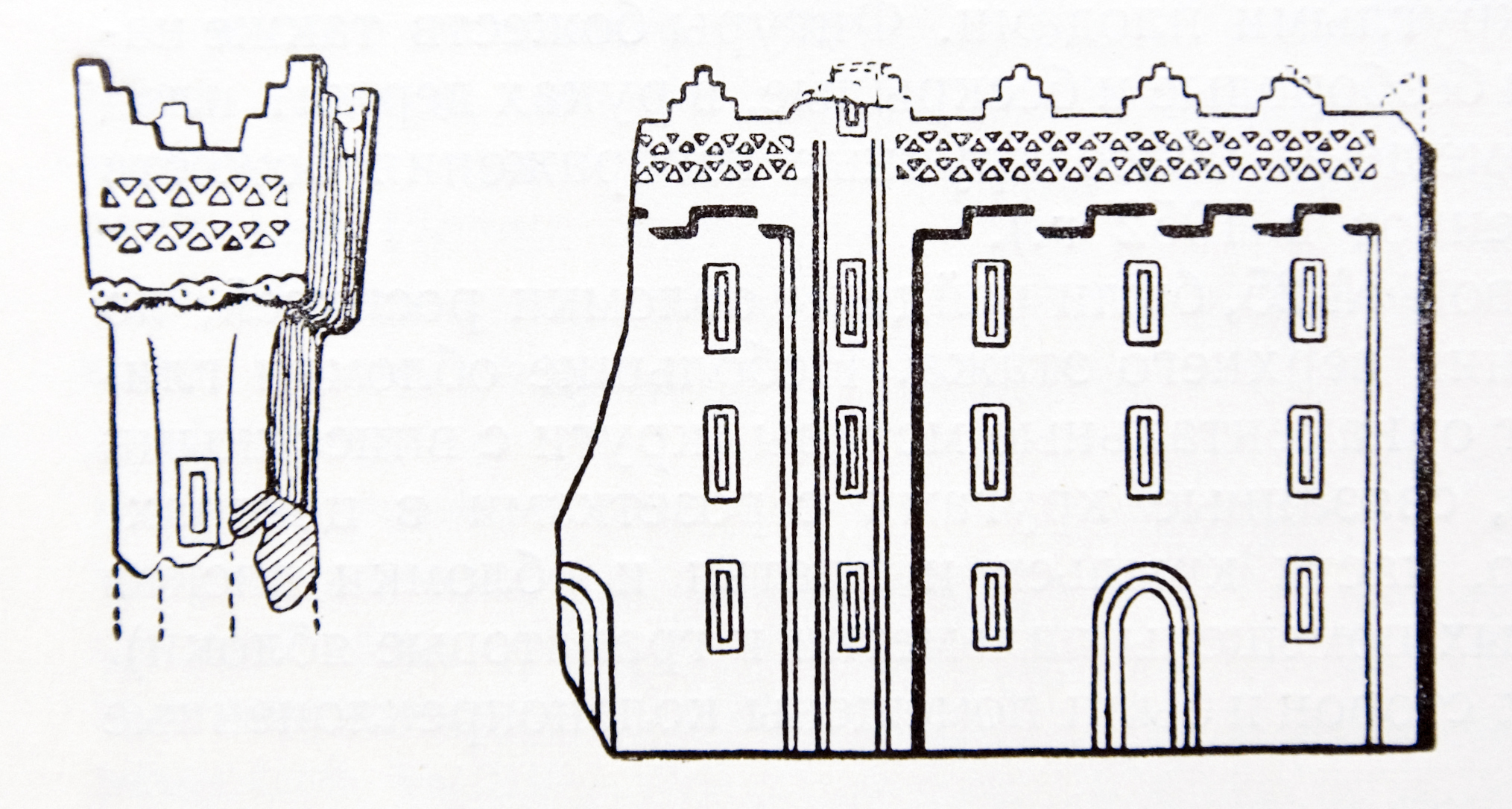
замальовка фрагментів споруд в Тушпі по урартскому бронзовому виробу Британський музей

З часу правління Ішпуіні Тушпа вже виразно була столицею Урарту. З цього моменту в титулатурі урартських царів регулярно використовується формула «Цар могутній, цар країни Біайна, правитель міста Тушпи». При Ішпуіні та його сині Менуа відбувається інтенсивна забудова Тушпи. Релігійна реформа, здійснена Ішпуіні, сприяє будівництву на Ванській скелі храмів урартських богів, включаючи верховного урартського бога Халді. Відбувається облаштування Ванської скелі: всередині неї витесуються приміщення, що, ймовірно використовувалися, як царські палати. Між різними рівнями скелі споруджуються сходи. У тих місцях, де на скелю було легше піднятися, споруджуються фортечні стіни, облаштовуються парадні ворота. Будівлі на Ванської скелі споруджувалися в кілька рівнів, зовнішні стіни і висічені в скелі приміщення розписували яскравими фарбами з переважанням червоного та синього кольорів. Вірменський історик Мовсес Хоренаці згадує розкішні будівлі в три поверхи, побудовані урартами на Ванської скелі, побудова яких ймовірно належить до періоду царя Менуа.
Крім цього, Менуа, з метою забезпечення Тушпи достатньою кількістю прісної води для зрошення навколишніх територій, будує семидесятикілометровий водний канал. (Озеро Ван — солоне, і для зрошення його вода непридатна.) Ця грандіозна споруда, місцями з кладкою заввишки до 15 метрів, з навісним водним мостом через річку Хошаб, діє до наших днів, без перебоїв, протягом 2500 років, забезпечуючи прісною водою райони сучасного міста Ван. Єдина реконструкція каналу в сучасний період була проведена в 1950 році, коли окремі стіни водоводів були укріплені залізобетонними конструкціями. Подача води в каналі залежить від пори року і становить від 2 до 5 кубометрів води в секунду. Вчені вважають, що інженерні характеристики цього каналу не поступаються сучасним гідравлічним спорудам.
Через кілька століть після падіння Урарту поголос буде приписувати будівництво каналу та інших будівель легендарній Семіраміді (Шамірам), а ім'я Менуа забудеться. Історики вважають, що легенда виникла у зв'язку з тим, що Семіраміда правила одночасно з Менуа, і її велика популярність згодом перетворила «канал Менуа» в «канал часів Шамірам», а потім просто в «канал Шамірам», хоча справжнім будівельником каналу був Менуа.
|  | ' Переклад напису на одному з каменів: 'Могутністю бога Халді Менуа, син Ішпуіні, цей канал провів. «Канал Менуа» - ім'я його. Величчю бога Халді Менуа, цар могутній, цар великий, цар країни Біаінілі, правитель Тушпи-міста. Менуа говорить: Хто цей напис знищить, хто його розіб'є, хто кого -небудь змусить здійснити ці справи, хто інший скаже: Я цей канал провів, нехай знищать боги Халді, Тейшеба, Шівіні, всі його боги під сонцем . |

При наступних царях Аргішті I і Сардурі II Урарту досягає свого розквіту: контрольована з Тушпи територія різко збільшується і ці царі, переважно, вже були стурбовані облаштуванням господарства та державним будівництвом в інших частинах країни. І Аргішті I і II Сардурі витесали на Ванській скелі, по різні її боки, свої літописи — два найбільших урартських клинописних документа, що дійшли до наших днів.

### Поразка Сардурі II
До кінця правління Сардурі II баланс сил між Асирією і Урарту знову змінився. 735 року до н. е.. відбувся вирішальний бій між ассирійською армією та урартською армією на західному березі річки Євфрат. Ассирійці розбили урартську армію і захопили велику кількість полонених та різні трофеї. Сардурі II, який командував урартською армією, втік із поля битви в Тушпу, а Тіглатпаласар III, цар Ассирії та головнокомандувач ассирійської армії того періоду, продовжив військовий похід вглиб Урарту. Ассирійської літопис повідомляє:

Сардурі урарта в Турушпі, його головному місті, я замкнув, велике побоїще влаштував перед міськими воротами, зображення моєї величі встановив я навпроти міста. 60 мір шляху по великій країні Урарту зверху донизу переможно я пройшов і не зустрів суперника. Країни Уллуба і Хабху, розташовані у підніжжя гори Нал, я завоював цілком і включив до кордону Ассирії.

Крупна поразка від ассирійців відкинула Урарту в хаос, багато областей негайно повстали проти центральної влади Тушпи. У житті держави Урарту настав спад. Околиці Тушпи, можливо включаючи її міські квартали, постраждали від ассирійської армії, однак сама цитадель залишилася недоторканою.

### Тушпа в 735—675рр. до н.е..
У період правління царів Руси I і Аргішті II Тушпа продовжувала залишатися неприступною столицею Урартської держави. Після поразки Сардурі II, військове протистояння між Урарту і Ассирією продовжувало складатися на користь Ашшуру. 714 року до н. е. ассирійський цар Саргон II завдав серйозної поразки армії Руси I, захопивши міста Улху і Мусасір на півдні Урарту. Розбивши урартську армію в районі Улху, Саргон II отримав можливість просунутися в глиб країни аж до озера Ван, однак навіть він не наважився наближатися до Тушпи, проаналізувавши розвідувальну інформацію про стан укріплень в районі урартської столиці.
Наступний урартський цар, Аргішті II, уникав протистояння з Ассирією та перенаправив урартські загарбницькі походи із півдня та південно-сходу, де інтереси Урарту перетиналися з інтересами Ассирії, на схід. Аргішті II зміцнив славу урартської столиці та урартської зброї, просунувшись далі на схід, ніж будь-який інший урартський цар.

### Перенесення столиці в Русахінілі
У 685 році до н. е. на престол в Урарту вступив Руса II, який зосередився на капітальному будівництві. При Русі II було побудовано понад 10 нових урартських міст, включаючи Тейшебаіні. До періоду правління Руси II Ванська скеля була вже повністю забудована, нові споруди не будувалися на ній з часів Руси I, і Руса II ухвалив рішення про перенесення столиці з Тушпи у знову відбудовану ним фортецю Русахінілі, яка розташована за декілька кілометрів на схід від Тушпи. Після перенесення столиці в Русахінілі Тушпа продовжила існування як фортеця і міське поселення, хоча вже без колишньої величі.

### Післяурартські часи

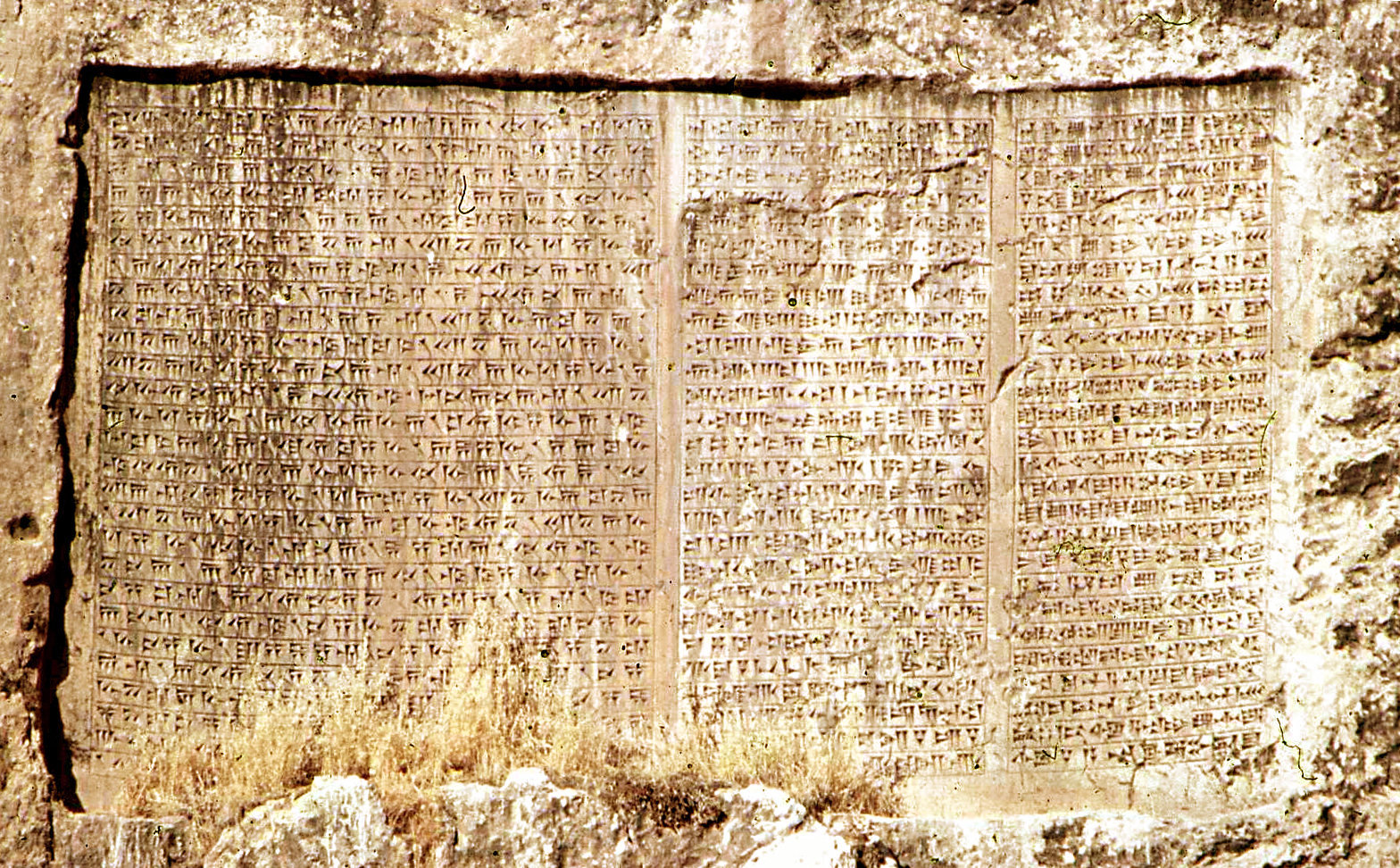
Напис Ксеркса I на Ванський скелі

Фортеця на Ванській скелі, ймовірно, була захоплена і зруйнована мідійцями на самому початку VI століття до н. е. Згодом, після дезінтеграції Урарту, Ванська скеля, ймовірно, використовувалася Ахеменідами (на південному схилі Ванської скелі збереглася клинописний напис царя Ксеркса), а згодом також вірменами і Османською імперією, при якій Ванська скеля активно використовувалася як фортеця. У цей період на ній були вибудувані фортечні стіни з бійницями, мечеть, школа і казарми, а царські гробниці в нижніх печерах використовувалися як в'язниця. В останній раз фортеця брала участь в бойових діях Першої світової війни, коли отримала серйозні пошкодження в результаті гарматного обстрілу. На вершині скелі в багатьох місцях збереглася пізніша цегляна кладка кріпацьких часів Османської імперії, хоча більшість споруд цього періоду завалилися. Після падіння Урарту слово «Тушпа» збереглося лише в назві озера Ван — «Топітіс» (дав.-гр. Θωπιτιν) у деяких античних авторів, включаючи Страбона, а потім забулось до тих пір, поки наприкінці XIX — на початку XX століття не вдалося прочитати асирійські і урартські клинописні тексти.

## Облаштування міста
Центральним об'єктом міста була Ванська скеля — цитадель і резиденція урартських царів. У безпосередній близькості від неї розташовувалися інші міські будівлі, що не збереглися, каміння з яких було використано згодом навколишніми жителями як будівельний матеріал. У безпосередній близькості від Тушпи розташовувалися царські виноградники. У період свого розквіту Тушпа являла собою квітуче місто. Зрошувальні канали, прокладені урартами, напували берега озера Ван в цьому районі значно інтенсивніше, ніж відбувається в даний час. Традиції садівництва та виноградарства збереглися на берегах озера тільки до початку XX століття. Урарти, знамениті своїм виноробством в Древньому світі, регулярно вирощували велику кількість винограду переважно у виноробних цілях. Надалі вино продавалося іншим країнам, а також використовувалось в релігійних церемоніях.
У західного підніжжя Ванської скелі, ще очевидно у часи Сардурі I, була споруджена велика кам'яна пристань. Пристань мала 47 м в довжину, 13 метрів в ширину і височіє над рівнем озера Ван на 4 м. В наш час[коли?] рівень води в озері суттєво змінився з урартських часів, і Ванська скеля вже не знаходиться в безпосередній близькості від вана, тому «пристань Сардурі» опинилася за 4 км від берега.
На підступах до Тушпи, на відстані близько 10 кілометрів від Ванської скелі, також розташовувалося кілька опорних урартських фортець монументальної кладки, побудованих царем Менуа.

### Ванська скеля
Ванська скеля являє собою природний крутий вихід гірської породи завдовжки 1800 м, завширшки 60 м, заввишки 80 м, тому вона не випадково була використана урартами для організації фортеці. Скеля сильно витягнути зі сходу на захід, її західний край у часи Урарту виходив безпосередньо до берега озера Ван. Урарти обладнали на скелі добре укріплену цитадель.
| | |
| ' Вид на Ванську скелю з боку озера Ван.' У зв'язку з тим, що західна частина скелі нижче центральної, на західній стороні була побудована потужна фортечна башта. Зліва від башти розташовані головні ворота цитаделі. | 'Вид на озеро Ван із середини Ванської скелі' — з цієї точки бачили озеро урартські царі, коли виходили зі своїх апартаментів. Струмок, що протікає зліва внизу - залишки невикористаної води каналу Менуа, які стікають в озеро. |

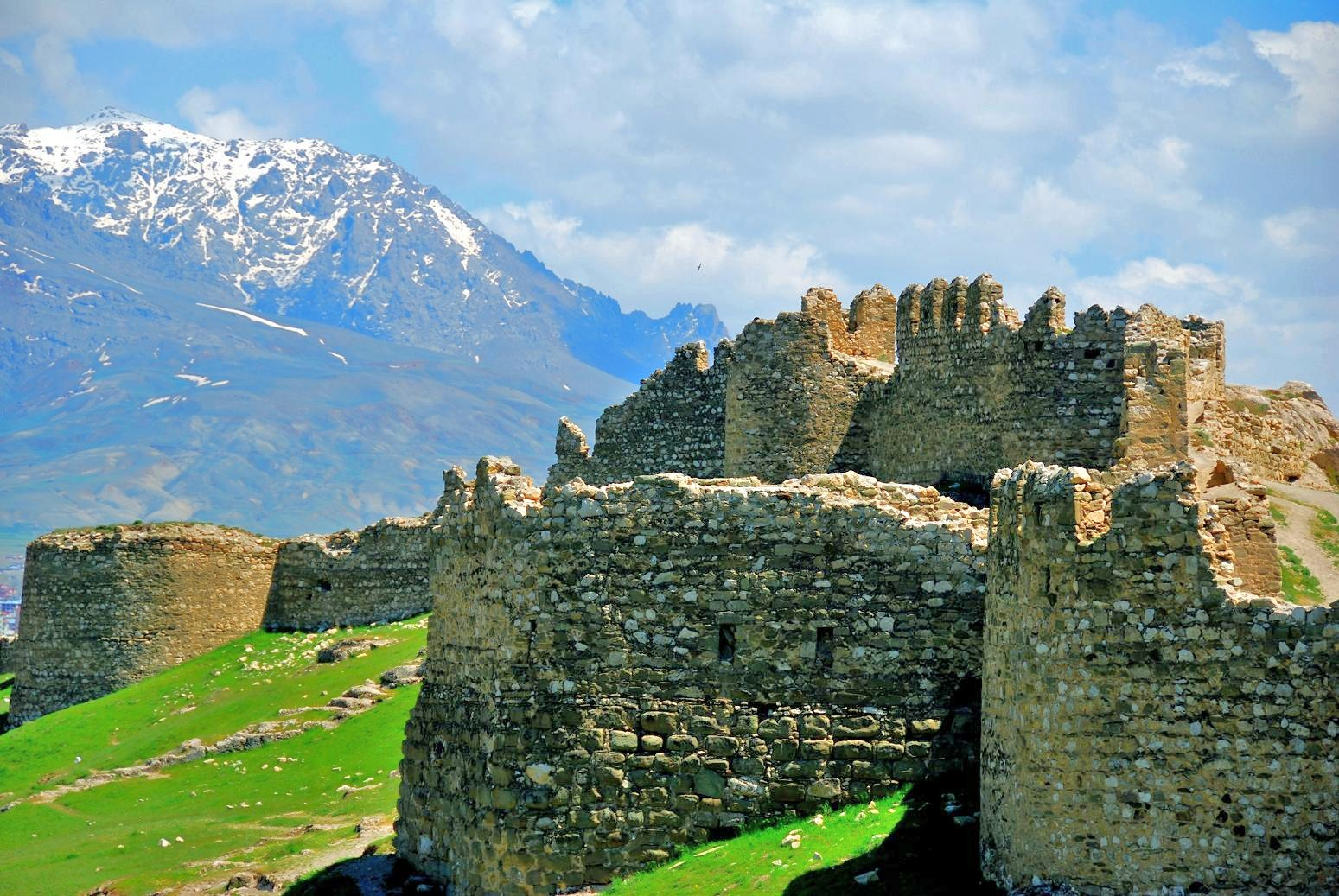
Фортеця Ван

У фортеці на Ванській скелі було влаштовано кілька воріт: головні ворота («Хорхорські», у яких був витесаний літопис царя Аргішті I), через які у фортецю могла заїхати підвода, розташовані з північно-західної сторони скелі, кілька інших невеликих воріт, розташованих у різних частинах скелі, були призначені тільки для піших вхідних, причому тим, що ввійшли у ворота необхідно було подолати серію крутих сходів. Ці кілька невеликих воріт, можливо, також використовувалися для оперативного виведення війська з фортеці для контратаки у випадку облоги. Ворота зі східної сторони фортеці, поряд з якими був виявлений літопис Сардурі II, умовно називаються «Таврізськими».
| |                         |                                      |
| 'Південні ворота' | 'Сходи південних воріт' | 'Парадні сходи в царські приміщення' |
| Над південними воротами помітна пізня кладка часів Османської імперії: Ванська скеля використовувалася і в постурартський час як бойова фортеця аж до Першої світової війни |                         |                                      |

Майданчик, де розташовувався літопис Сардурі II, також використовувався для великих ритуальних жертвопринесеннь. Наприклад, обсяг найбільш великого жертвоприношення верховному урартському богу Халді становив 17 биків і 34 вівці, тому на майданчику були обладнані канавки для відводу крові жертв. В 60і — 80і роки XX століття, коли Ванська скеля була відкрита для відвідування, цими канавками як з гірки часто з'їзджали вниз туристи, керуючись місцевим повір'ям, що такі вчинки принесуть щастя.
| | |
| 'Ділянка південного схилу Ванської скелі' Зліва: вхід до печери «Нафт -кую» - висічені в скелі приміщення, ймовірно, для царських потреб. Справа залишки однієї зі сторожових веж урартської фортеці, вище якої видно залишки пізнішої цегляної кладки. | '«Площа» з літописом Сардурі II', розташована на північному схилі Ванської скелі, поруч зі східними («Таврізськими») воротами. Майданчик був відкритий в результаті археологічних розкопок Російського археологічного товариства в 1916 році. |

### Печери Ванської скелі
Для облаштування Ванської скелі урартські камнетеси витесали всередині неї безліч внутрішніх приміщень різного призначення, частина із яких була виявлена ще Едуардом Шульцом. Ці приміщення зазвичай називаються «Ванськими печерами», хоча, зрозуміло, мають штучне походження. Точне призначення всіх печер невідоме, однак точно встановлено, що приміщення, розташовані в нижній частині скелі, використовувалися для царських поховань. У самій далекій із нижніх печер був обладнаний колумбарій — камера з 78 отворами для розміщення в них похоронних урн з прахом, що залишився після кремації. Верхні «печери» південного схилу Ванської скелі — просторі кімнати з високими стелями — носять палацовий характер і зберегли сліди розпису на стінах. Вчені вважають їх царськими палатами, що зіставляється з повідомленням Мойсея Хоренського, який, описуючи будівництво в Тушпі писав, що в «твердій скелі були висічені різні палаци, покої з опочивальнями, скарбниці», щоправда, слідом за народною традицією помилково приписуючи ці будови Семіраміді.

#### Царські приміщення
|                                                                                              |                                                                                   |                                                                                                |
| 'Вхід в «царські приміщення»' (в літературі також «Хорхорські печери» або «Кімнати Аргішті») | 'Схема царських приміщень' (Схема Російського археологічного товариства, 1916 р.) | 'Парадний зал, видовбаний в скелі' (Фотографія Російського археологічного товариства, 1916 р.) |

## Нинішній стан Тушпи
В даний час пам'ятники Тушпи знаходяться в політично нестабільному регіоні Туреччини, де триває діяльність курдських сепаратистів. У зв'язку з цим, в регіоні діє ряд постійних опорних пунктів турецької армії. Один з них протягом тривалого часу розташовувався на Ванській скелі. В наш час[коли?] цей опорний пункт перенесено до підніжжя західної частини скелі, а сама скеля і прилеглі території виділена під музей. Однак, фактично умов для відвідування пам'ятки туристами не створено, охорона пам'ятника не проводиться, залишки урартських написів регулярно піддаються вандалізму. Зберігаються в первинному вигляді лише ті урартські написи і барельєфи, які були перевезені в Ванський музей.
|                                                                               |                                                        |
| 'Царські приміщення', обписані написами на підтримку незалежності Курдистану. | 'Фрагмент літопису Сардурі II', пошкоджений вандалами. |